# Schimmelbach (Salzbach)
Der Schimmelbach  ist ein gut einen Kilometer langer Bach auf dem Gebiet der Ortsgemeinde Lemberg im rheinland-pfälzischen Landkreis Südwestpfalz. Er ist ein linker Zufluss des Salzbachs im Südwestlichen Pfälzerwald.

## Geographie

### Verlauf
Der Schimmelbach entspringt im Staatsforst Westrich auf einer Höhe von etwa 296 m ü. NHN knapp einen Kilometer nördlich des Lemberger Ortsbezirks Glashütte in einem Mischwald. Knapp 400 Meter nordnordöstlich der Quelle steht  das Keimskreuz, das an den Mord am 15. Mai 1870 an dem Wildhüter Friedrich Keim durch einen Wilderer erinnert.
Der Bach fließt zunächst, begleitet auf beiden Seiten von Waldwegen, gut 200 Meter durch ein enges, klippenreiches und bewaldetes Kerbtal, läuft dann durch einen bachbegleitenden Erlenwald und bildet gleich danach den etwa 0,2 ha großen Schimmelbachweiher, an dessen südlichem Ufer ein Großseggenried wächst. Er zieht nun etwa 350 Meter, zwischen einem Mischwald auf der linken Seite und einem Buchenwald auf der rechten, ostwärts durch das Tal und wechselt dann seine Laufrichtung nach Südosten.
Etwa 200 Meter bachabwärts verschwindet der Bach nördlich eines Parkplatzes in den Untergrund, kreuzt noch die  L 485, taucht danach wider an der Obegläche auf und mündet schließlich auf einer Höhe von ungefähr 254 m ü. NHN von links in den aus dem Südwesten kommenden und dort auch Buchbach genannten mittleren Salzbach.
Der etwa 1,1 km lange Lauf des Schimmelbachs endet ungefähr 42 Höhenmeter unterhalb seiner Quelle, er hat somit ein mittleres Sohlgefälle von etwa 38 ‰.

### Einzugsgebiet
Das 1,066 km² große Einzugsgebiet des Schimmelbachs liegt im Südwestlichen Pfälzerwald und wird durch ihn über den Salzbach, die Lauter und den Rhein zur Nordsee entwässert.
Es grenzt
- im Südosten an das Einzugsgebiet des Brunnentalbachs, der in den Salzbach mündet;
- im Westen und Nordwesten an das der Rodalb, die über den Schwarzbach, die Blies, die Saar und die Mosel in den Rhein entwässert;
- im Norden an das des Rothenbachs, der in die Rodalb mündet und
- im Nordosten an das des Rothenfelser Salzbachs, der in den Salzbach mündet.

Das gesamte Einzugsgebiet ist bewaldet.

## Natur und Umwelt
Im Einzugsgebiet des Schimmelbachs befinden sich drei gesetzlich geschützte Biotope:
- Im bachbegleitenden Erlenwald  wachsen vor allem Schwarzerlen und in der Krautschicht gedeihen dort u. a. die Hainsternmiere, der Waldschachtelhalm und die Sumpfdotterblume. Auch kommen dort reichlich Baumhöhlen und Altholzbestände vor.[4]

- Im Großseggenried beim Schimmelbachweiher wachsen u. a. die Sumpfsegge, der Gewöhnliche Blutweiderich und die Flatterbinse.[5]

- Im Buchenwald kommt u. a. die Rotbuche, die Stieleiche, die Frühlingshainsimse und  der Waldsauerklee vor.[6]